# Cranachstraße 48, 49 (Weimar)

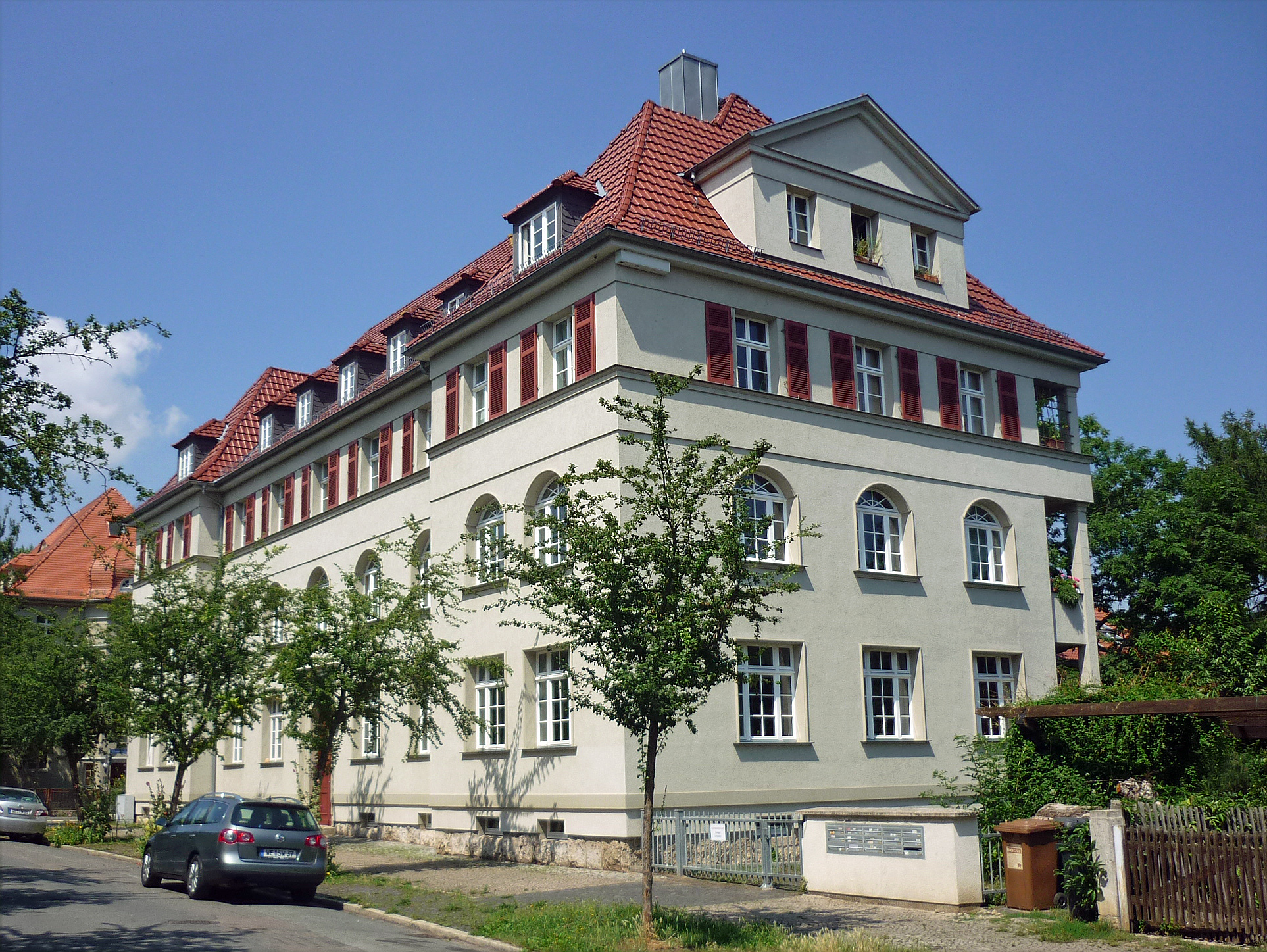
Cranachstraße 48

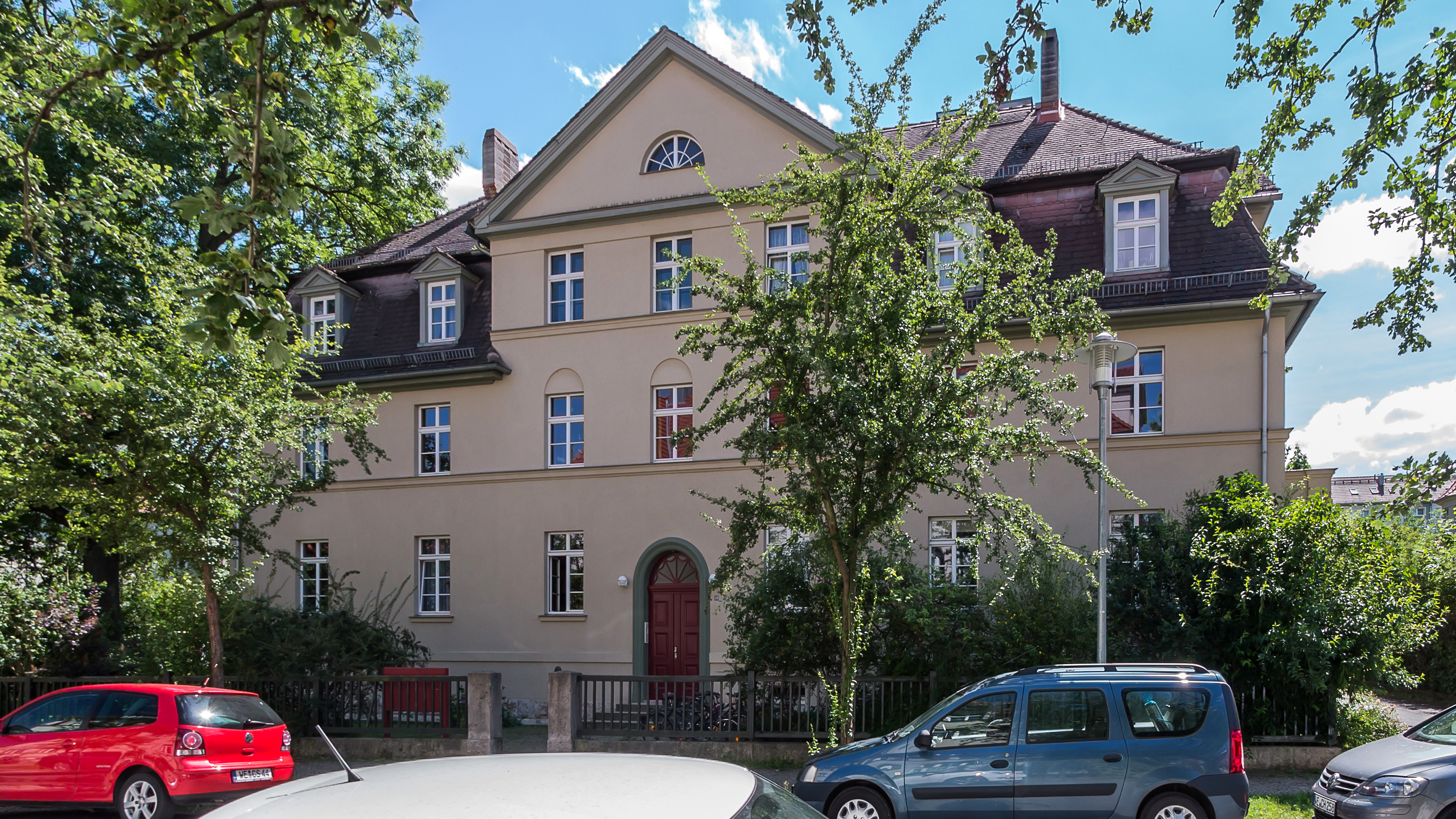
Cranachstraße 49

Die Häuser Cranachstraße 48, 49 in der Westvorstadt von Weimar sind mehrgeschossige Wohnhäuser, die etwa 1925 errichtet wurden. Es sind ursprünglich Beamtenwohnhäuser. Diese sind im Art-déco-Stil errichtet und stehen auf der Liste der Kulturdenkmale in Weimar. Die Entwürfe stammen vom Oberbaudirektor Jakob Schrammen, der auch die Gebäude für Beamtenwohnungen in der unmittelbaren Umgebung befindlichen Schwabestraße entwarf.

## Bauziel
Mit der Errichtung der Häuser sollte der Wohnungsknappheit für Beamte begegnet werden, die sich durch starken Zuzug verstärkte.
Damit war die Errichtung zugleich eine staatliche Angelegenheit, die über ein normales Genehmigungsverfahren hinausging. Der thüringische Staat war hier auch der Bauherr. Derartige Gebäude gibt es u. a. auch am August-Bebel-Platz und in der Großmutterleite und der Schwabestraße.

## Publikation
Über die Gebäude Nr. 48, 49 wurde 1928 erstmals von August Lehrmann publiziert.